# Oskar Herman
Oskar Herman (Zagreb, 17. ožujka 1886. – Zagreb, 18. siječnja 1974.), hrvatski slikar židovskog podrijetla. Jedan od slavne četvorice naših slikara (Kraljević, Račić, Becić, Herman), koje zovemo slikarima minhenskog kruga, i utemeljiteljima hrvatske moderne. 
Poput ostale trojice i Herman se školovao u Münchenu, najprije privatno uči crtanje u atelieru Antona Azbéa 1904., a potom upisuje Akademiju, slikarska klasa Huga Habermanna. Još u toku studija, 1908. prvi puta izlaže u Zagrebu, studira do 1910. god. Nakon prvog svjetskoga rata ponovno odlazi u München gdje je, uz kraće boravke u Parizu i Berlinu, živio sve do eskalacije nacizma, 1933., kad se vraća u Zagreb i priređuje samostalnu izložbu u Umjetničkim pavljonu. U minhenskom razdoblju redovito je i zapaženo izlagao samostalno i na izložbama minhenske nove secesije.
1942. – 44. zatvoren je u fašističkom logoru Ferramonti-Tarsia, na jugu Italije. 1944. vraća se u Hrvatsku, u partizane a 1945. u Zagreb. Zapošljava se kao kustos u Modernoj galeriji ( Zagreb ), u kojoj radi do umirovljenja 1954., dobio je atelje u ( Martićeva ulica 14 b, Zagreb). 1954. priređena mu je retrospektivna izložba u Muzeju za umjetnost i obrt, a 1971. velika retrospektivna izložba u Umjetničkom paviljonu. 
Herman je bio samozatajan umjetnik izvan svih klanova, tako da je vrlo kasno prihvaćen i shvaćen, on je samotnjački krenuo novim umjetničkim stazama moderne.
Redovito izlagao u Münchenu 1914. – 27. Samostalno izlagao u Zagrebu, Splitu, Osijeku, Somboru, Beogradu i Parizu. 

## Poveznice
- Minhenski krug